# Máscara de Raposa
A Máscara de Raposa é o segundo livro da Saga das Ilhas Brilhantes, escrito por Juliet Marillier. Publicado em 2004, é a continuação do livro O Filho de Thor.

## Sinopse
"Na continuação de O Filho de Thor, primeiro livro da Saga das Ilhas Brilhantes, Juliet Marillier prossegue neste segundo e último volume a narrativa das aventuras de Eyvind. Ao atingir a maioridade, Thorvald descobre um segredo terrível e parte numa perigosa viagem em busca do pai que nunca conheceu à longínqua ilha do povo dos Facas Longas. Acompanha-o a sua grande amiga, Creidhe, filha de Eyvind o Pele-de-Lobo, que não devia participar nessa viagem desesperada, mas Thorvald subestimou-a. O povo dos Facas Longas não é o que os cansados viajantes esperavam. Desconfiadas, assustadas e governadas por um tirano cruel, essas gentes estranhas não explicam por que Creidhe tem de esconder os cabelos louros, ou por que há tão poucas crianças entre eles… Mas então nasce um bebé, e Creidhe descobre a terrível verdade sobre a maldição a que o povo dos Facas Longas está sujeito, e a única solução possível. Porque o futuro das ilhas depende de uma criança visionária: um poderoso vidente."